# Слотт, Дэн
Дэн Слотт (англ. Dan Slott; род. 3 июля 1967) — американский писатель комиксов. Наиболее известен работами над такими сериями, как The Amazing Spider-Man, She-Hulk, Silver Surfer, The Superior Spider-Man, Tony Stark: Iron Man, The Mighty Avengers, Fantastic Four, Arkham Asylum: Living Hell и Batman Adventures.

## Карьера
Первыми работами Слотта для Marvel Comics были «To Bounce or Not to Bounce» (New Warriors Annual #1) и «Survival of the Hippest» (Mighty Mouse #10).

## Личная жизнь
Слотт живёт в Нью-Йорке.

## Награды и признание
В 2012—2014 годах работы Слотта выигрывали премию Diamond Gem Award в разных категориях. В 2016 году его комикс Silver Surfer #11 «Never After» получил премию Айснера в категории «Best Single Issue/One-Shot».
В 2022 году сайт Comic Book Resources включил Слотта в список «10 самых влиятельных сценаристов Marvel» за его труды над комиксами о Человеке-пауке.